# Veszprém vármegyei 4. sz. országgyűlési egyéni választókerület
A Veszprém vármegyei 4. sz. országgyűlési egyéni választókerület egyike annak a 106 választókerületnek, amelyre a 2011. évi CCIII. törvény Magyarország területét felosztja, és amelyben a választópolgárok egy-egy országgyűlési képviselőt választhatnak. A választókerület nevének szabványos rövidítése: Veszprém 04. OEVK. Székhelye: Pápa

## Területe
A választókerület az alábbi településeket foglalja magába:
1. Adásztevel
2. Adorjánháza
3. Apácatorna
4. Bakonybél
5. Bakonyjákó
6. Bakonykoppány
7. Bakonyoszlop
8. Bakonypölöske
9. Bakonyság
10. Bakonyszentiván
11. Bakonyszentkirály
12. Bakonyszücs
13. Bakonytamási
14. Béb
15. Békás
16. Borszörcsök
17. Borzavár
18. Csesznek
19. Csót
20. Csögle
21. Dabrony
22. Dáka
23. Devecser
24. Doba
25. Döbrönte
26. Egeralja
27. Egyházaskesző
28. Farkasgyepű
29. Ganna
30. Gecse
31. Gic
32. Homokbödöge
33. Iszkáz
34. Kamond
35. Karakószörcsök
36. Kemeneshőgyész
37. Kemenesszentpéter
38. Kerta
39. Kisberzseny
40. Kiscsősz
41. Kispirit
42. Kisszőlős
43. Kolontár
44. Kup
45. Külsővat
46. Lovászpatona
47. Magyargencs
48. Magyarpolány
49. Malomsok
50. Marcalgergelyi
51. Marcaltő
52. Mezőlak
53. Mihályháza
54. Nagyacsád
55. Nagyalásony
56. Nagydém
57. Nagyesztergár
58. Nagygyimót
59. Nagypirit
60. Nagytevel
61. Nemesgörzsöny
62. Nemesszalók
63. Németbánya
64. Nóráp
65. Noszlop
66. Nyárád
67. Oroszi
68. Pápa
69. Pápadereske
70. Pápakovácsi
71. Pápasalamon
72. Pápateszér
73. Pénzesgyőr
74. Porva
75. Somlójenő
76. Somlószőlős
77. Somlóvásárhely
78. Somlóvecse
79. Takácsi
80. Tüskevár
81. Ugod
82. Vanyola
83. Várkesző
84. Vaszar
85. Vid
86. Vinár
87. Zirc

## Országgyűlési képviselője
| Név               | Párt                                         | Párt        | Terminus    | Megjegyzés                                   |
| ----------------- | -------------------------------------------- | ----------- | ----------- | -------------------------------------------- |
| Dr. Kovács Zoltán |                                              | Fidesz-KDNP | 2014 – 2025 | A 2014-es országgyűlési választás eredménye: |
| Dr. Kovács Zoltán | A 2018-as országgyűlési választás eredménye: | Fidesz-KDNP | 2014 – 2025 |                                              |
| Dr. Kovács Zoltán | A 2022-es országgyűlési választás eredménye: | Fidesz-KDNP | 2014 – 2025 |                                              |

## Demográfiai profilja
| Iskolai végzettség                | Iskolai végzettség               | Iskolai végzettség | Iskolai végzettség | Iskolai végzettség |
| --------------------------------- | -------------------------------- | ------------------ | ------------------ | ------------------ |
|                                   |                                  |                    |                    | fő                 |
| Általános iskolát nem végezte el  | Általános iskolát nem végezte el |                    | 1596               | 1596               |
| Általános iskola                  | Általános iskola                 |                    | 15751              | 15751              |
| Szakmunkás                        | Szakmunkás                       |                    | 21368              | 21368              |
| Érettségi                         | Érettségi                        |                    | 20130              | 20130              |
| Diploma                           | Diploma                          |                    | 9266               | 9266               |
| A 2022. évi népszámlálás szerint. |                                  |                    |                    |                    |

A Veszprém vármegyei 4. sz. választókerület lakónépessége 2022. október 1-jén 82 484 fő volt. A 2011-es és a 2022-es népszámlálás között 5855 fővel csökkent a választókerület lakosság száma. A választókerületben a korösszetétel alapján a legtöbben a középkorúak élnek 30 049 fővel, míg a legkevesebben a gyermekek 14 373 fővel. A választókerület lakosságának a 80,5%-nál van internet elérési lehetőség.
A legmagasabb befejezett iskolai végzettség szerint a szakmunkás végzettséggel rendelkezők élnek a legtöbben 21 368 fő, utánuk a következő nagy csoport az érettségizettek 20 130 fővel.
Gazdasági aktivitás szerint a lakosság közel fele foglalkoztatott 40 370 fő, második legjelentősebb csoport az inaktív keresők, akik főleg nyugdíjasok 20 706 fővel.
A választókerület legjelentősebb nemzetiségi csoportja a német 1782 fő, illetve a cigány 949 fő. Magyar állampolgársággal nem rendelkező külföldi állampolgárok aránya 1,5%.
Vallási összetétel szerint a választókerületben lakók legnagyobb vallása a római katolikus (26 731 fő), valamint jelentős közösség még a reformátusok (6136 fő). A vallási közösséghez nem tartozók száma szintén jelentős (4475 fő), a választókerületben a harmadik legnagyobb csoport a római katolikus és a református vallás után.

## Országgyűlési választások

### 2014
A 2014-es országgyűlési választáson az alábbi jelöltek indultak:
- Ferenczi Gábor – Jobbik
- Gőgös Zoltán – Összefogás
- Kovács Zoltán – Fidesz

### 2018
A 2018-as országgyűlési választáson az alábbi jelöltek indultak:
- Kovács Zoltán – Fidesz-KDNP -28557, 58,34%
- Töreki Milán – Jobbik -11914, 24,34%
- Gőgös Zoltán – MSZP-Párbeszéd -6519, 13,32%
- Tomán Attila – LMP -1063, 2,17%
- Iker Áron – Momentum Mozgalom -411, 0,84%